# Кшиштоф Яцковський (художник)
Кшиштоф Яцковський (1936, Кельці — 21 травня 2021) — польський художник, який займається станковим живописом. 

## Життєпис
Був студентом ПССП у Кельцях. Навчався в Академії мистецтв Яна Матейка в Кракові, отримав диплом у 1960 р. 
Провів кілька індивідуальних виставок, брав участь у кількох групових виставках. Був постійним учасником серії «Рання весна», організованої Офісом художніх виставок у Кельцях, під час якої неодноразово його нагороджували, а в 1987 році отримав Гран-прі.
Загалом Яцковський написав понад 900 картин, які перебувають у музеях, галереях і приватних колекціях Польщі та за кордоном (переважно у Франції та Швейцарії). Крім того, митець виконав поліхромію в церквах у Шидлові, Гнойні, Обехові, Коньських та відновив поліхромію в костелі в Лещинах.
У 2003 р. отримав відзнаку міста Кельців, у 2004 р. нагороджений Срібним хрестом заслуг. 16 жовтня 2007 року отримав від маршалка Свентокшиського воєводства Адама Ярубаса срібну медаль «За заслуги перед культурою» — Gloria Artis, нагороджену міністром культури та національної спадщини Казімежем Міхалом Уяздовським.
Похований на Новому кладовищі в Кельцях.